# Paracelsus

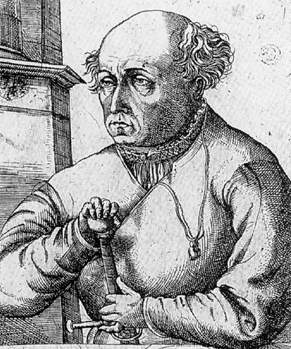
Paracelsus som åldrad, troligen relativt nära sin död i 50-årsåldern.

Paracelsus eller egentligen Filippus Aureolus Theophrastus Bombastus von Hohenheim, född 10 november 1493 i Einsiedeln, död 24 september 1541 i Salzburg, var en schweizisk läkare, alkemist, naturfilosof och mystiker. Paracelsus kallades han från cirka 1530, och är det namn han främst är känd under. Det hävdas dels att detta egentligen är en latinisering av en tysk akademisk titel under hans samtid, dels att det troligen betyder "överträffande Celsus". Paracelsus räknades av sin tid som en föregångsman inom medicinen, och han är ett viktigt namn inom medicinhistorien såväl som kemins historia. Hans naturfilosofi hade stor påverkan på det västerländska tänkandet i slutet av 1500- och under hela 1600-talet, och brukar kallas paracelsism.

## Paracelsus karriär
Den unge Paracelsus reste omkring i mellersta Europa och lärde sig allt om läkekonst han kunde komma över både från enkelt folk och på universitet. I Ferrara tog han en examen som fältskär, och i detta yrke fortsatte han att resa omkring. 1526 öppnade han en egen praktik i Strasbourg. Som läkare fick han så gott rykte att han 1527 kallades till Basel stödd av Erasmus av Rotterdam och flera andra välkända humanistiska profiler. Där fick han status som stadsläkare, och föreläste även på universitetet. Året därpå fick han dock lämna staden på grund av konflikter med stadens myndigheter samt dess övriga läkare och apotekare. Efter detta levde han återigen sitt liv på resande fot, som läkare men också som religiös förkunnare.
Medicinaren Paracelsus var starkt emot både Galenos och Avicennas medicinska läror, och menade att all materia var uppbyggd av de tre principerna svavel, kvicksilver och salt. Han såg naturen som en gudomlig helhet med människan i centrum men i intimt samspel med hela universum. Hans syn på människokroppen var en verkstad för kemiska processer, som han menade styrdes av en himmelsk kraft som han kallade archeus. Sjukdomar betraktade han som störningar utifrån kroppen, som archeus inte rådde på, och all behandling inriktade han på att underlätta archeus insatser ofta med läkemedel från mineralriket.
Bland det han är berömd för finns hans försök att förbättra apoteksväsendet. Han fick många läkare och apotekare att experimentera, och många alkemister - den tidens egentliga kemister - att framställa läkemedel istället för att enbart försöka göra guld. Hans tankar var i hög grad en produkt av medeltidens tankevärld, präglade dels av magiskt tänkande och dels av Platon, men hans hade också en tilltro till empiri, att man kan dra slutsatser om världen genom att studera den och göra experiment och direkt studera ämnens egenskaper, som gjorde honom till en viktig föregångsman både inom kemi och medicin. Givetvis betraktar vi många av de magiska inslagen som blindspår idag; exempelvis ägnade han mycket tid åt systematisera signaturläran.
Som religiös tänkare var Paracelsus en utpräglad mystiker, som kritiserade både den katolska kyrkan och Luther. Han betonade människans broderskap över religionsgränserna, baserat på människans särskilda värdighet. För honom gick denna tanke hand i hand med läkarens syn på livets helighet. Hans idéer påverkade senare tiders svärmiska religiösa tänkare och rörelser, däribland en del med uttalad pacifistisk inriktning.

## Paracelsus som gestalt i litteraturen
Goethe använde Paracelsus som förebild för gestalten Faust. I Goethes idédrama förkroppsligade Faust/Paracelsus den rastlöse forskarsjälen. Även den brittiske poeten Robert Browning utgick från Paracelsus, i en episk dikt från 1835. Den svenska författarinnan Ellen Wester (1860-1936) utgav 1908 Paracelsus i Stockholm, där hjälten får följa de danska trupperna på Kristian II:s  fälttåg till Stockholm 1520.